# Härjakare
Härjakare est une île d'Estonie.